# Monte Lastarria
Il vulcano Lastarria è uno stratovulcano situato lungo il confine tra Argentina e Cile nella catena montuosa delle Ande.